# Journal of Physical Chemistry B
Journal of Physical Chemistry B è una rivista accademica che si occupa di chimica fisica, in particolare di  chimica dello stato solido, termodinamica e chimica dei materiali.
Nel 2014 il fattore di impatto della rivista era di 3,302.
Nel 2007 è stata scorporata la rivista Journal of Physical Chemistry C.